# Saint-Gervais-sous-Meymont
Saint-Gervais-sous-Meymont – miejscowość i gmina we Francji, w regionie Owernia-Rodan-Alpy, w departamencie Puy-de-Dôme.
Według danych na rok 1990 gminę zamieszkiwało 260 osób, a gęstość zaludnienia wynosiła 26 osób/km² (wśród 1310 gmin Owernii Saint-Gervais-sous-Meymont plasuje się na 592. miejscu pod względem liczby ludności, natomiast pod względem powierzchni na miejscu 808.).
W miejscowości znajduje się siedziba Regionalnego Parku Przyrody Livradois-Forez.